# Muzeum Jana Pawła II w Stalowej Woli
Muzeum Jana Pawła II w Stalowej Woli – muzeum z siedzibą w Domu Katechetycznym przy bazylice konkatedralnej w Stalowej Woli.

## Historia
Muzeum zostało powołane do istnienia dekretem ks. bpa Krzysztofa Nitkiewicza 4 listopada 2009 a otwarte 16 października 2010 roku. Trzon ekspozycji stanowi kolekcja numizmatyczna ks. prof. Wilhelma Gaja Piotrowskiego oraz pamiątki po św. Janie Pawle II. Aranżacja plastyczna wnętrza, zaprojektowana przez Annę Skołożyńską-Ciecierę przy współpracy z Muzeum Diecezjalnym w Sandomierzu i Muzeum Regionalnym w Stalowej Woli, ukazuje związki prezentowanych obiektów z papieskim nauczaniem oraz z historią budowy bazyliki konkatedralnej. W jednej z sal prezentowane są obrazki św. Jana Pawła II (tzw. Santini) wręczane wiernym z okazji świąt Bożego Narodzenia i Zmartwychwstania Pańskiego, w aranżacji opracowanej przez Magnum-art: Bartosz Cebula z Sandomierza w 2018 roku. Ostatni etap tworzenia Muzeum został zrealizowany w 2016 r. w ramach projektu „Patriotyzm Jutra”, którego rezultatem jest ekspozycja „A jutro jest nieznane. Podziemna Solidarność w Stalowej Woli w latach 1982-1989”. Wystawa odwołuje się do historii „Solidarności”, która jest ważnym elementem polskiego dziedzictwa narodowego, przypomina sylwetki twórców oraz okoliczności strajków sierpniowych 1988 w Stalowej Woli. Kontekst wystawy nawiązuje do rocznicy wprowadzenia stanu wojennego przez władze PRL.

## Ekspozycja
Wystawa przypomina papieskie nauczanie, jako duchowy testament, ujęte w lekcje tematyczne: człowiek, ojczyzna, Kościół, rodzina, młodzież, miłość, przebaczenie, pokój, wolność, radość, dialog. Wielkoformatowe fotografie i cytaty z papieskich wystąpień ilustrują przedstawione zagadnienia. Na tym tle zaprezentowane zostały pamiątki związane ze św. Janem Pawłem II. Walor edukacyjny wystawy wzrasta dzięki projekcjom filmowym w specjalnie wydzielonej sali. Ukazane też zostały związki Jana Pawła II ze Stalową Wolą datujące się od czasu, gdy jako Arcybiskup Krakowski poświęcił w 1973 r. kościół stalowowolski. W sali "Oblicze Boga" prezentowany jest pełny i unikatowy komplet obrazków papieskich z reprodukcjami dzieł sztuki na awersie oraz życzeniami świątecznymi i facsymile podpisu Jana Pawła II na rewersie. Wśród pamiątek z działalności stalowowolskiej podziemnej Solidarności eksponowane są m.in. bezcenne pamiątki wykonane przez stalowowolskich opozycjonistów internowanych w okresie stanu wojennego w Polsce. Są to drewniane krzyżyki, różaniec z chleba, talerz przygotowany na okazję ślubu z wyrytymi życzeniami: 100 lat solidarności z żoną. Jest też koszula więzienna z wyhaftowanym napisem Solidarność oraz miejscem i datą internowania, Sztandar „Solidarności” z 1981 r. i transparent z pierwszych stalowowolskich wolnych wyborów w 1989 roku. 
Historia budowy kościoła pw. Matki Bożej Królowej Polski, dziedzictwo kulturowe związane z papieżem Janem Pawłem II oraz działalność stalowowolskiej podziemnej „Solidarności” zostały przedstawione na wystawie tak, aby treści przekazać w sposób zróżnicowany, dostosowany do odbiorców w każdym wieku, zarówno uczniów wszystkich typów szkół i przedszkoli, jak i osób dorosłych, całych rodzin oraz seniorów.

## Galeria

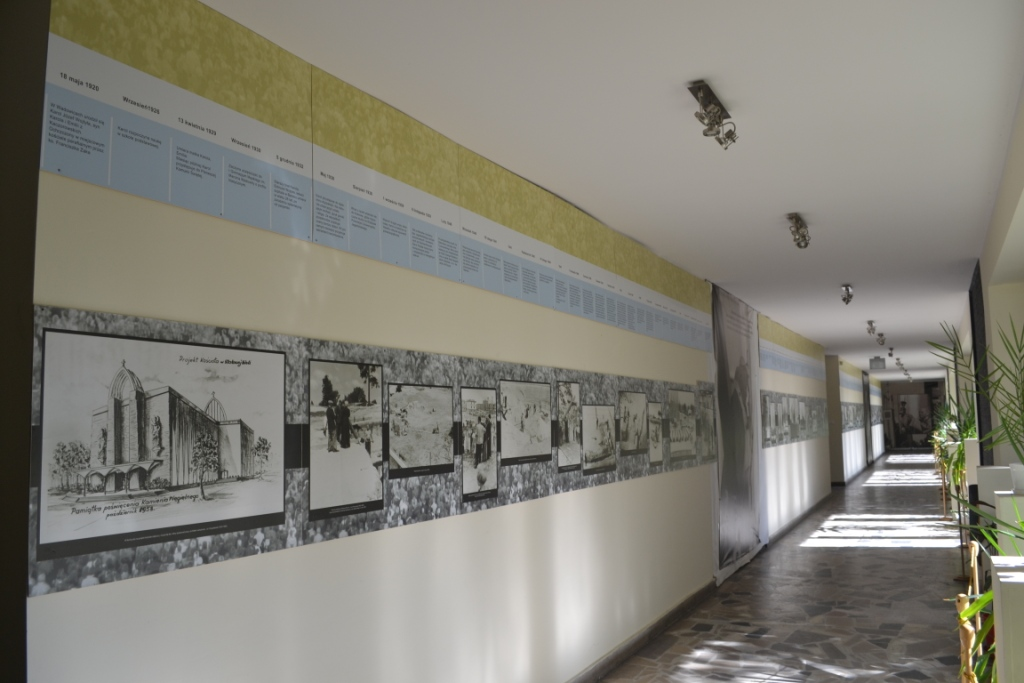
Muzeum Jana Pawła II - korytarz
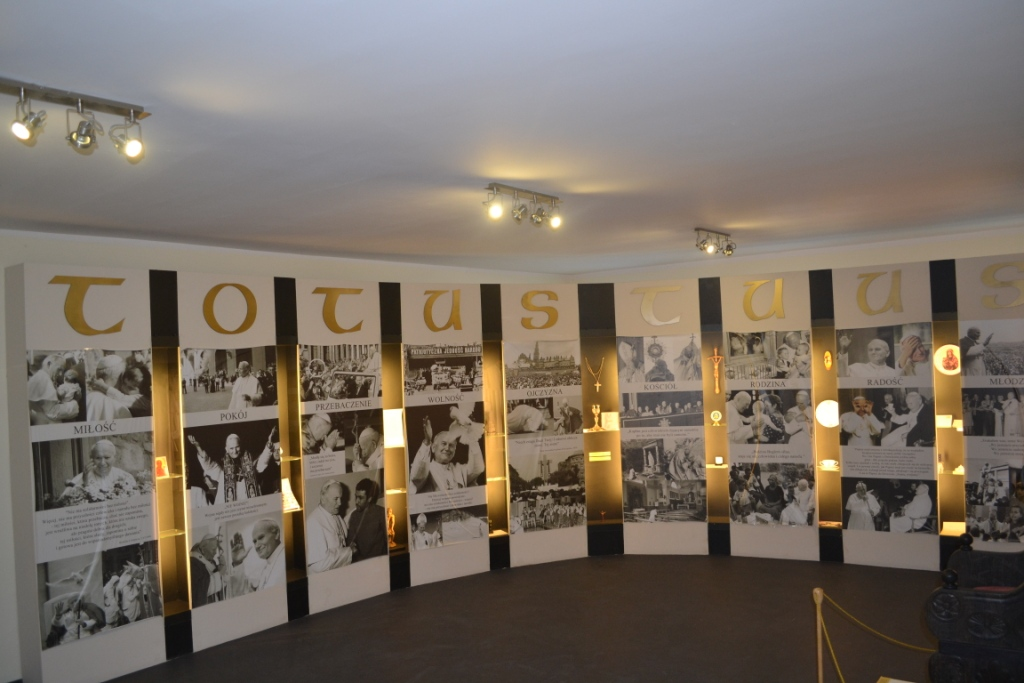
Muzeum Jana Pawła II - sala okrągła
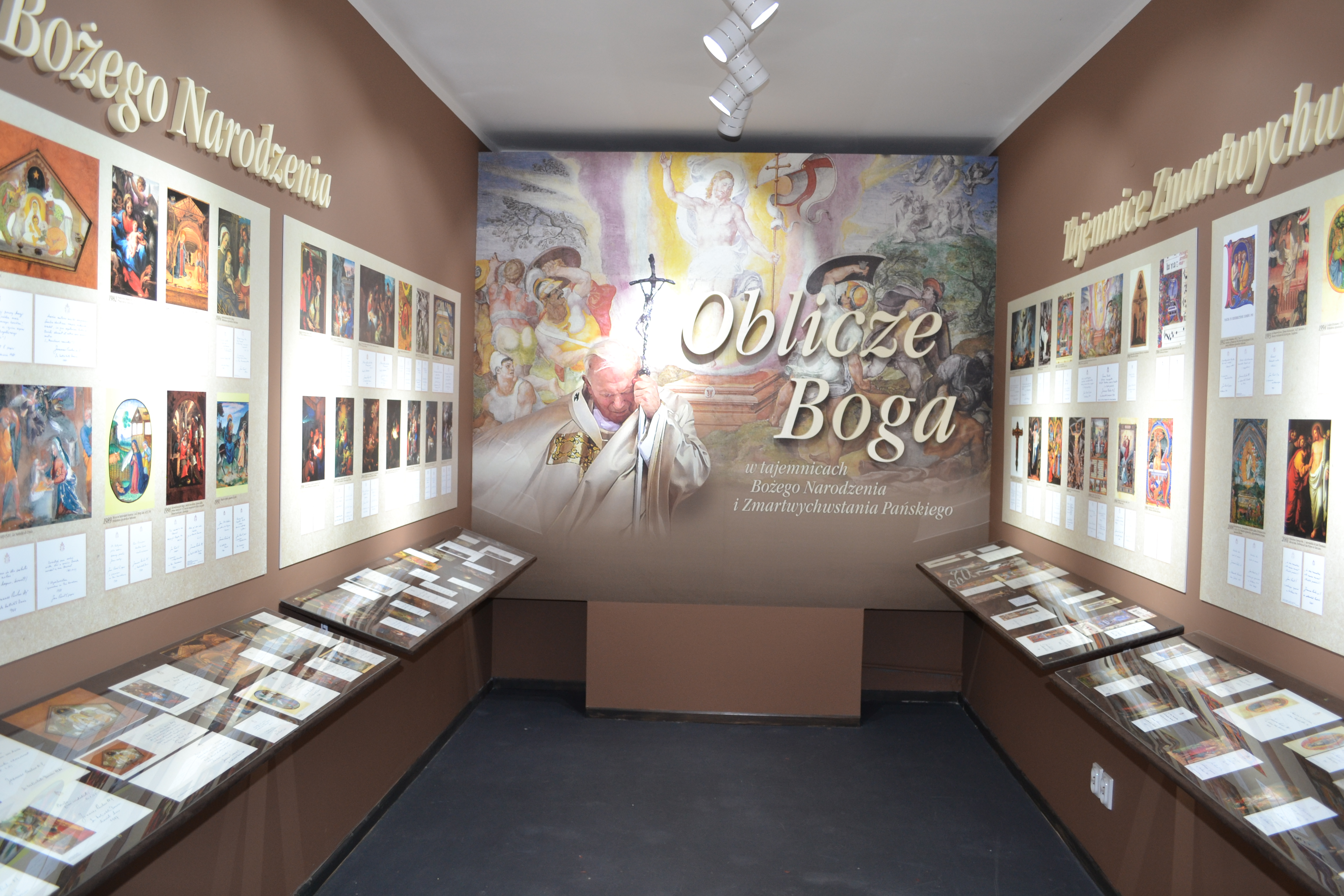
Muzeum Jana Pawła II - sala "Oblicze Boga"
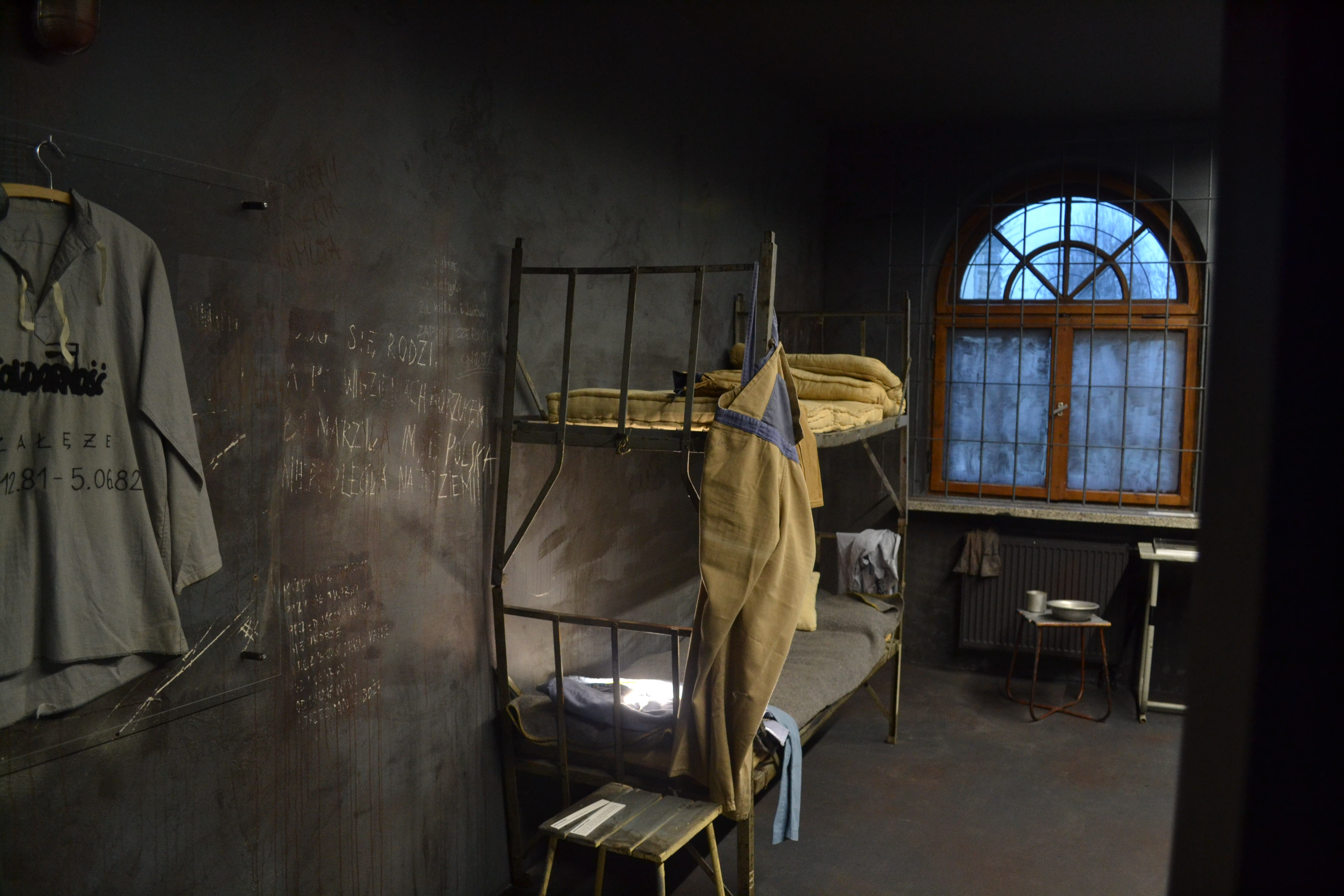
Muzeum Jana Pawła II - Cela więzienna
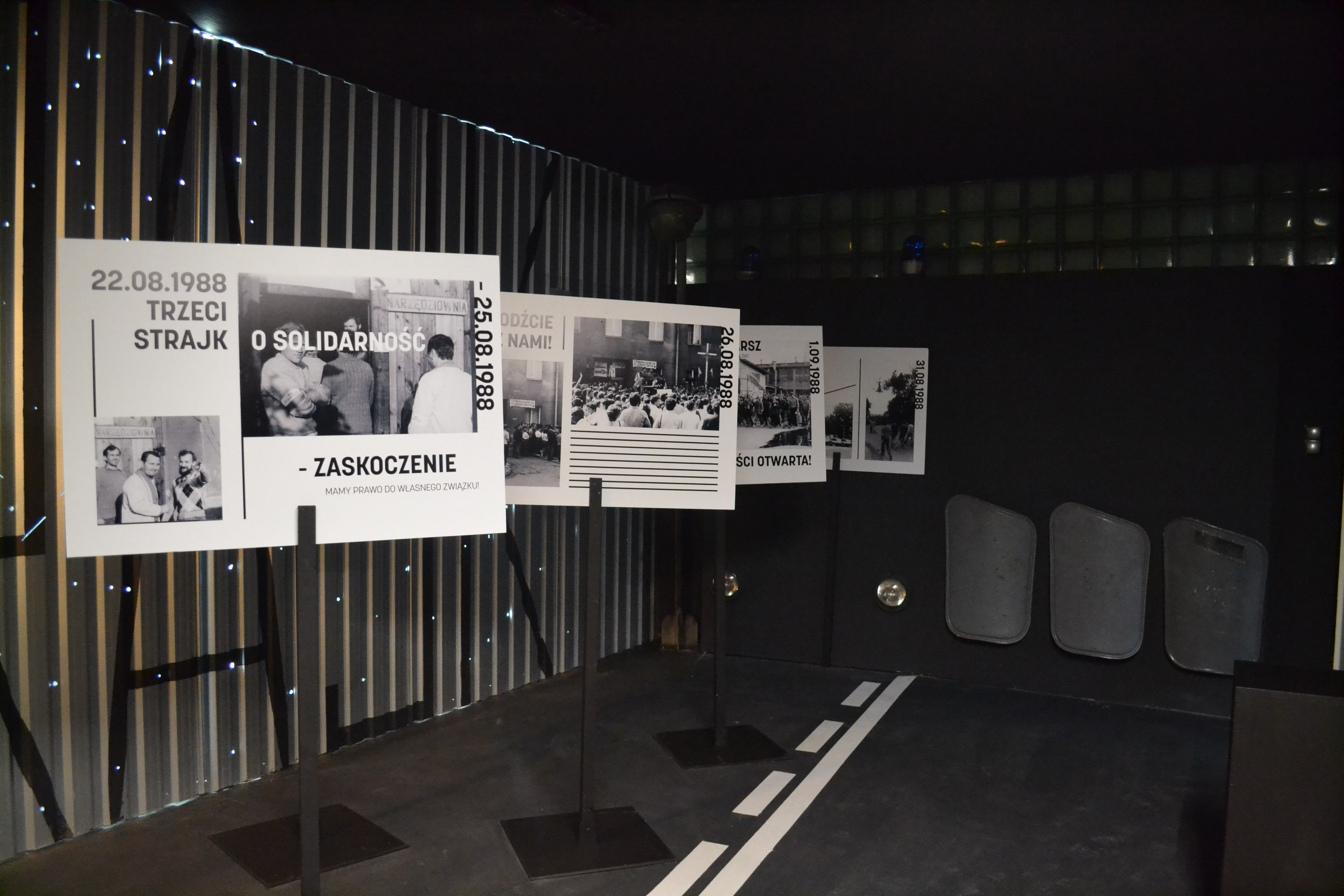
Muzeum Jana Pawła II - sala Strajki 1988